# Hernan Marquez
Hernan Marquez (* 4. September 1988 in Sonora, Mexiko) ist ein mexikanischer Boxer im Fliegengewicht. Er wird von Rody Perez trainiert.

## Profikarriere
Im Jahre 2005 begann er erfolgreich seine Profikarriere. Am 2. April 2011 boxte er gegen Luis Concepción um die WBA-Weltmeisterschaft und gewann durch technischen K. o. in Runde 11. Diesen Gürtel verteidigte er insgesamt zweimal und verlor ihn im November des darauffolgenden Jahres in der Titelvereinigung an den WBO-Champion Brian Viloria durch Knockout.